# 生物成像
成像就是生物樣本的造影技術，依照樣本尺度大小可以概分為組織造影與細胞分子的顯微技術。這些大致都需要光學技術配合生物樣本的特性發展，少數會使用光以外的波動性質，例如核磁共振、超音波等等。